# What About Now
| 전문가 평가   | 전문가 평가 |
| 총 점수       | 총 점수     |
| 출처          | 점수        |
| ------------- | ----------- |
| 메타크리틱    | 50/100      |
| 평가 점수     |             |
| 출처          | 점수        |
| Allmusic      | [ 4 ]       |
| Daily Express | [ 5 ]       |
| The Guardian  | [ 6 ]       |
| The Observer  | [ 7 ]       |
| Time Out      | [ 8 ]       |
| Virgin Media  | [ 2 ]       |
| Rolling Stone | [ 9 ]       |
| NU.nl         | 3/별        |

《What About Now》는 미국의 록 밴드 본 조비의 열두 번째 스튜디오 음반이다. 존 섕크스가 프로듀싱한 이 음반은 2013년 3월 8일, 오스트레일리아에서, 2013년 3월 12일, 미국에서 발매되었다. 이 음반은 밴드의 2013년 Because We Can: The Tour에서 홍보되었다. 이 음반은 리드 기타리스트 리치 샘보라가 다음 달에 밴드를 떠나기 전에 참여한 마지막 음반이다.
이 음반은 첫 주에 101,000장이 팔린 미국에서 1위로 데뷔했다. 《What About Now》는 《The Circle》와 《Lost Highway》에 이어 본 조비의 세 번째 미국 1위 음반이자 그들의 다섯 번째 1위 음반이 되었다. 이 음반은 2015년 8월 기준으로 미국에서 22만 장, 전 세계적으로 150만 장 이상이 팔렸으며, 독일에서 10만 장 이상이 팔렸다.

## 녹음 및 제작
《클래식 록》 잡지와의 인터뷰에서 기타리스트 리치 샘보라는 이 음반이 그의 솔로 음반 《Aftermath of the Lowdown》이 완성되기 전에 녹음되었다고 말했다. 그와 존은 글을 쓰기 시작했고 어느새 그들은 밴드와 함께 스튜디오에 있었다. "이 음반은 이제 끝났고 좋은 사운드로 들립니다. 그리고 우리는 2013년 2월에 투어를 시작합니다. 그래서 우리는 곧 여러분 근처에 있는 경기장에 도착할 것입니다."
리치 샘보라는 또한 이 새로운 자료를 "다른 요소들"의 컴필레이션으로 특징지었지만, 오래된 팬들은 그들이 30년 이상 오래된 작품들과 함께 한 것처럼 새로운 작품에 기뻐할 것이라고 안심시켰다.
첫 두 싱글 〈Because We Can〉과 트랙 〈What About Now〉의 뮤직 비디오가 제작되었다. 〈Not Running Always〉는 존 본 조비의 솔로 싱글 〈Not Running Anymore〉의 뮤직 비디오가 제작되었는데, 이 곡은 수록곡 〈Old Habbits Die Hard〉와 함께 보너스 트랙으로 수록되어 있다. 두 곡 모두 영화 《멋진 녀석들》의 사운드트랙에 수록되어 있다. 2012년 12월 13일, 〈Not Running Anymore〉가 골든 글로브상 후보에 오를 것이라고 발표되었다.
또한 보너스 트랙으로 포함되며 뮤직 비디오를 특징으로 하는 샘보라의 솔로 음반 《Aftermath of the Lowdown》의 싱글 〈Every Road Leads Home to You〉가 있다.

## 커버 아트
이 음반 작품은 류보린에 의해 만들어졌으며, 2013년 1월 10일, 리드 싱글 〈Because We Can〉이 발매된 지 3일 만에 공개되었다. 커버 아트는 노란색과 파란색의 미국 국기를 배경으로 군인과 산을 오르는 모습이 그려진 콜라주 뒤에 그려진 4명의 밴드 멤버를 특징으로 한다. 바람개비도 배경에 보인다. 커버 아트도 뒷면에 보이지만 콜라주에 더 많은 사진이 있고 밴드 멤버들은 없다.

## 곡 목록
| #   | 제목                              | 작사·작곡                          | 재생 시간 |
| --- | --------------------------------- | ---------------------------------- | --------- |
| 1.  | 〈Because We Can〉                | 존 본 조비, 리치 샘보라, 빌리 팔콘 | 4:00      |
| 2.  | 〈I'm with You〉                  | 본 조비, 존 섕크스                 | 3:33      |
| 3.  | 〈What About Now〉                | 본 조비, 섕크스                    | 3:45      |
| 4.  | 〈Pictures of You〉               | 본 조비, 샘보라, 섕크스            | 3:58      |
| 5.  | 〈Amen〉                          | 본 조비, 팔콘                      | 4:12      |
| 6.  | 〈That's What the Water Made Me〉 | 본 조비, 팔콘                      | 4:24      |
| 7.  | 〈What's Left of Me〉             | 본 조비, 샘보라, 팔콘              | 4:35      |
| 8.  | 〈Army of One〉                   | 본 조비, 샘보라, 데스몬드 차일드   | 4:34      |
| 9.  | 〈Thick as Thieves〉              | 본 조비, 샘보라, 섕크스            | 4:57      |
| 10. | 〈Beautiful World〉               | 본 조비, 팔콘                      | 3:48      |
| 11. | 〈Room at the End of the World〉  | 본 조비, 섕크스                    | 5:03      |
| 12. | 〈The Fighter〉                   | 본 조비                            | 4:38      |

## 인증
| 국가                                                  | 인증     | 판매량/출하량 |
| ----------------------------------------------------- | -------- | ------------- |
| 오스트레일리아 (ARIA)                                 | 골드     | 35,000^       |
| 오스트리아 (IFPI 오스트리아)                          | 플래티넘 | 15,000*       |
| 캐나다 (뮤직 캐나다)                                  | 골드     | 40,000^       |
| 독일 (BVMI)                                           | 골드     | 100,000^      |
| 영국 (BPI)                                            | 골드     | 100,000*      |
| *판매량을 기반으로 한 인증 ^출하량을 기반으로 한 인증 |          |               |